# Paula Cánovas del Vas
Paula Cánovas del Vas (Murcia, 1991) es una diseñadora de moda española. Fue premiada con el Vogue Fashion Fund en 2022.

## Trayectoria
Hija de la modista especializada en novias, Paula del Vas, y nieta del cirujano y director médico del Hospital Clínico Universitario Virgen de la Arrixaca, Antonio del Vas. Tras realizar estudios de bachillerato en Irlanda, se trasladó a Londres para estudiar Diseño de Moda en la Central Saint Martins, donde se graduó en el año 2018 con matrícula de honor. Este mismo año fundó su propia firma de moda, presentando su primera colección en París.
Ha sido becaria en firmas como Maison Margiela y Gucci, y ha trabajado como consultora creativa de la marca del músico Kanye West. Su trabajo se caracteriza por la sostenibilidad, la mezcla de texturas y el uso de colores vivos.
En el año 2023 se instaló en París debido al Brexit.

## Reconocimientos
Ha sido premiada con las becas Stella McCartney e Isabella Blow Fashion Fund. En febrero de 2022 fue finalista del Premio LVMH junto al también diseñador español, Palomo Spain. En octubre de 2022, fue galardonada con el Vogue Fashion Fund en su undécima edición, uno de los premios más relevantes de la industria de la moda en España.